# Elena Ceaușescu

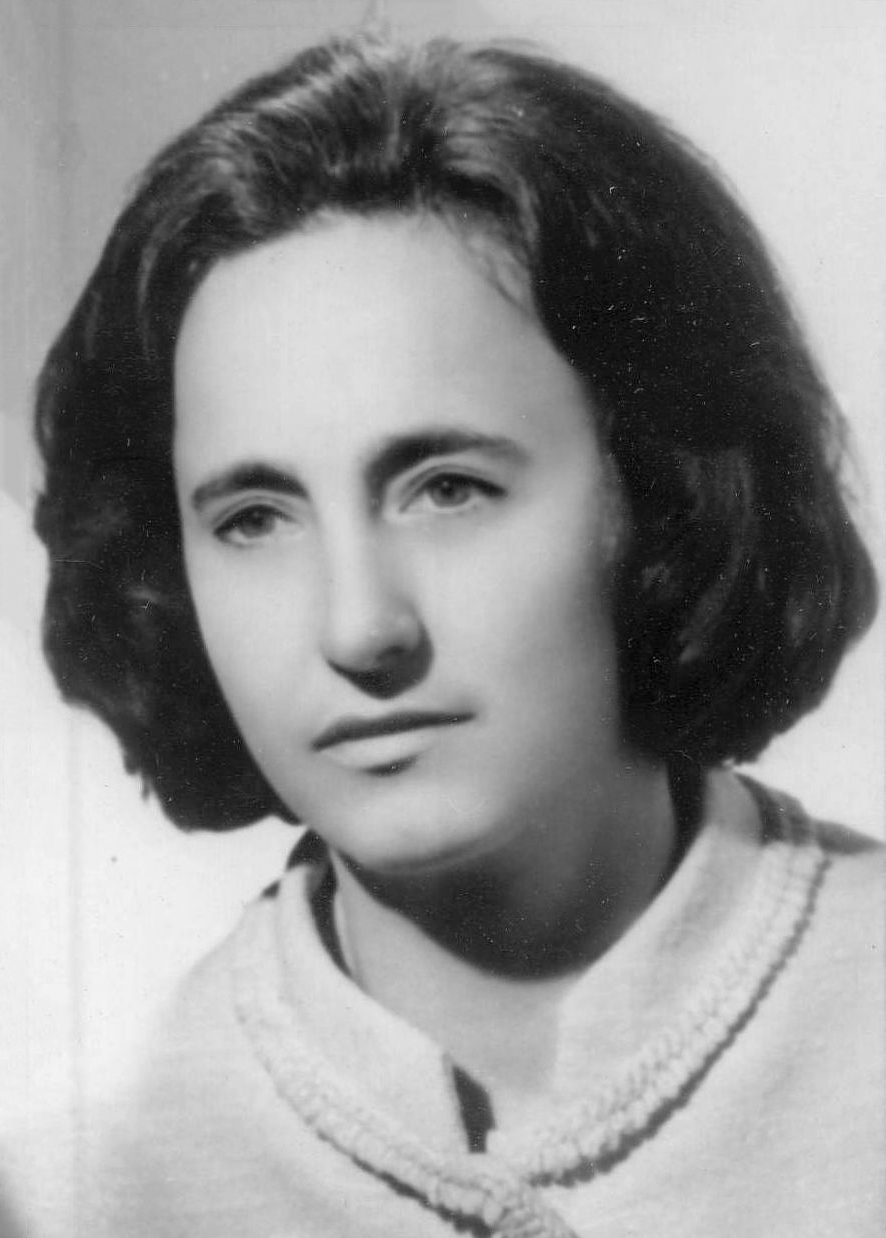
Elena Ceaușescu

Elena Ceaușescu [tʃau̯ˈʃesku] (* 7. Januar 1916 in Petrești als Lenuța Petrescu; † 25. Dezember 1989 in Tîrgoviște) war eine rumänische Politikerin (RKP) und die Ehefrau von Nicolae Ceaușescu.

## Leben
Lenuța Petrescu entstammte einer bäuerlichen Familie aus dem Kreis Dâmbovița. Ihre Eltern Nea und Alexandra Petrescu besaßen ein kleines Stückchen Land. Die Grundschule besuchte sie bis 1930 und zog dann nach Bukarest. Hier begann sie eine Lehre in der Textilfabrik „Lantex“, die sie 1936 abschloss. In dieser Zeit kam sie in Kontakt mit der Gewerkschafts-, der Jugend- und Arbeiterbewegung und schloss sich als junge Textilarbeiterin der UTC im Raum Bukarest an. 1937 wurde sie Mitglied der illegalen Kommunistischen Partei Rumäniens (KPR), in der sie auch ihren späteren Ehemann Nicolae Ceaușescu kennenlernte.
Nach dessen Haftentlassung 1945 heirateten die beiden am 23. Dezember 1947. Dabei änderte sie ihren Vornamen Lenuța (deutsch Lenchen) in Elena. Außerdem wurde ihr Geburtsjahr von 1916 nachträglich in das Jahr 1919 verlegt. Aus der Ehe gingen die Söhne Valentin (* 1948) und Nicu (1951–1996) sowie die Tochter Zoia (1949–2006) hervor. Valentin wird häufig als Adoptivsohn bezeichnet, ist aber ein leibliches Kind, wie eine DNA-Analyse bewies.
Anfang der 1950er Jahre war Elena Ceaușescu als Sekretärin im rumänischen Außenministerium tätig. Daneben studierte sie nach ihrer offiziellen Biographie an der Universität Bukarest, Fakultät Industriechemie. 1957 beendete sie das Studium. In den folgenden Jahren war sie in diesem Institut wissenschaftlich tätig und führte während dieser Zeit Grundlagenforschung durch. Das betraf vor allem den Bereich zur Synthese einiger neuer Makromolekularverbindungen. Die Ergebnisse dieser Arbeit wurden in Fachpublikationen veröffentlicht und auf Kongressen vorgestellt. Ihre angeblich selbst erarbeiteten Leistungen wurden später aber in Frage gestellt. Im Jahre 1964 übernahm sie die Funktion der Direktorin des Instituts und begann kurz danach mit ihrer Dissertation: „Die stereospezifische Polymerisation von Isopren“, die vermutlich von den Chemikern Osias Solomon und Radu Bordelanu angefertigt wurde. Im Jahre 1967 erhielt sie den Titel Dr. der makromolekularen Chemie. Ab diesem Zeitpunkt gab sie die Tätigkeit bei der UTC auf und widmete sich der Koordination der wissenschaftlichen Arbeit des Institutes sowie der Organisation im Bereich des rumänischen Bildungs- und Ausbildungssystems.
Nachdem ihr Mann 1965 Nachfolger des verstorbenen Parteichefs der Rumänischen Kommunistischen Partei, Gheorghiu-Dej, geworden war, verstärkte auch Elena Ceaușescu ihre Aktivitäten im Bereich des politischen Systems in Rumänien. So bekleidete sie ab 1971 hohe Posten innerhalb der kommunistischen Partei und in der Regierung Rumäniens. Im Juli 1972 wurde sie Mitglied des Exekutivkomitees des ZK der RKP. Anfang 1977 stieg sie in das oberste Leitungsgremium, das „Ständige Büro“, des Exekutivkomitees der RKP auf. Sie war damit die einzige Frau eines Politikers im sozialistischen Lager, die eine derartig herausragende politische Rolle einnahm. Außerdem war sie Vorsitzende der rumänischen Akademie der Wissenschaften und galt im Land offiziell als „Gelehrte von Weltruhm“. Ohne tatsächlich einen Studienabschluss erreicht zu haben, trug sie später einen fingierten Doktorgrad im Fach Technische Chemie („Acad. Dr. Ing.“). Mehrere von anderen verfasste Fachpublikationen zum Thema Polymerisation wurden unter ihrer angeblichen Autorschaft veröffentlicht. Sie werden in Fachpublikationen zum Teil bis heute als Werke von Elena Ceaușescu zitiert. Ihr wurden im Ausland mehrere Ehrenpromotionen und Auszeichnungen verliehen. Um Elena Ceaușescu wurde ein ihrem  Mann gegenüber abgeschwächter Personenkult betrieben. So prangte ihr Bild auf Porzellantellern, Bildern und Medaillen. Selbst die Soldaten des Erschießungskommandos fragte sie, die sich vom Volk als „liebende Mutter der Nation“ feiern ließ, ob diese nicht wüssten, dass sie auch deren „Mutter“ sei.

### Sturz und Hinrichtung
Nach einer zweitägigen Reise in den Iran sprach Nicolae Ceaușescu am 21. Dezember 1989 zu einer Menge von 100.000 Menschen auf dem Revolutionsplatz im Zentrum von Bukarest. Nachdem die Menge gegen ihn zu schreien begonnen hatte, eröffnete die Securitate das Feuer, aber das Militär unter Verteidigungsminister Vasile Milea weigerte sich, es ihr gleichzutun. An diesem Tag kam Milea unter lange Zeit ungeklärten Umständen ums Leben (eine Untersuchung von 2005 geht von einem misslungenen Versuch der Selbstverstümmelung aus). Das Diktatorenpaar verließ Bukarest noch am selben Tag in einem Hubschrauber. Mit Mileas Tod wurde aus der bis dahin neutralen Position der rumänischen Armee Feindschaft. Sie und die Securitate trugen in Bukarest Straßenkämpfe aus, bei denen zahlreiche Menschen ums Leben kamen. Ein ad hoc gebildeter „Rat der Front zur Nationalen Errettung Rumäniens“ nahm die weitere Entwicklung in die Hand, die aber bereits eskaliert war. Elena und Nicolae Ceaușescu wurden schließlich in Tîrgoviște verhaftet. Am 25. Dezember verurteilte ein militärisches Sondergericht beide in einem Schnellverfahren zum Tode. Die Rechtsgrundlage dafür hatte Nicolae Ceaușescu selbst unmittelbar vor seiner Festnahme durch die Verhängung des nationalen Ausnahmezustandes geschaffen. Kurz nach der Urteilsverkündung wurden beide standrechtlich erschossen. Elena sagte noch „Ich habe euch wie eine Mutter großgezogen.“ Kurz darauf antworteten die Soldaten mit Schüssen. Der Schauplatz der Exekution und auch die Grabstätte blieben zunächst geheim. Der französische Sender TF1 strahlte die Videos der Hinrichtung im Dezember 1990 aus. Die Grabstätte befindet sich auf dem Ghencea-Friedhof in Bukarest. Erst seit einer am 21. Juli 2010 durchgeführten Exhumierung und anschließenden forensischen Untersuchung herrscht Gewissheit, dass dort tatsächlich das Ehepaar Ceaușescu begraben liegt.

## Auszeichnungen
- 1975: Collane des Ordens des Infanten Dom Henrique